# Panjange cavicola
Panjange cavicola là một loài nhện trong họ Pholcidae. Loài này được phát hiện ở Sulawesi.